# Deutella aspiducha
Deutella aspiducha is een vlokreeftensoort uit de familie van de Caprellidae. De wetenschappelijke naam van de soort is voor het eerst geldig gepubliceerd in 1987 door Gable & Lazo-Wasem.